# Bandjéli
 Bandjéli  est une petite ville de la préfecture de Bassar, dans la Région de la Kara, dans le nord-ouest du Togo.

## Géographie
Bandjéli est situé à environ 40 km de Bassar, 

## Histoire

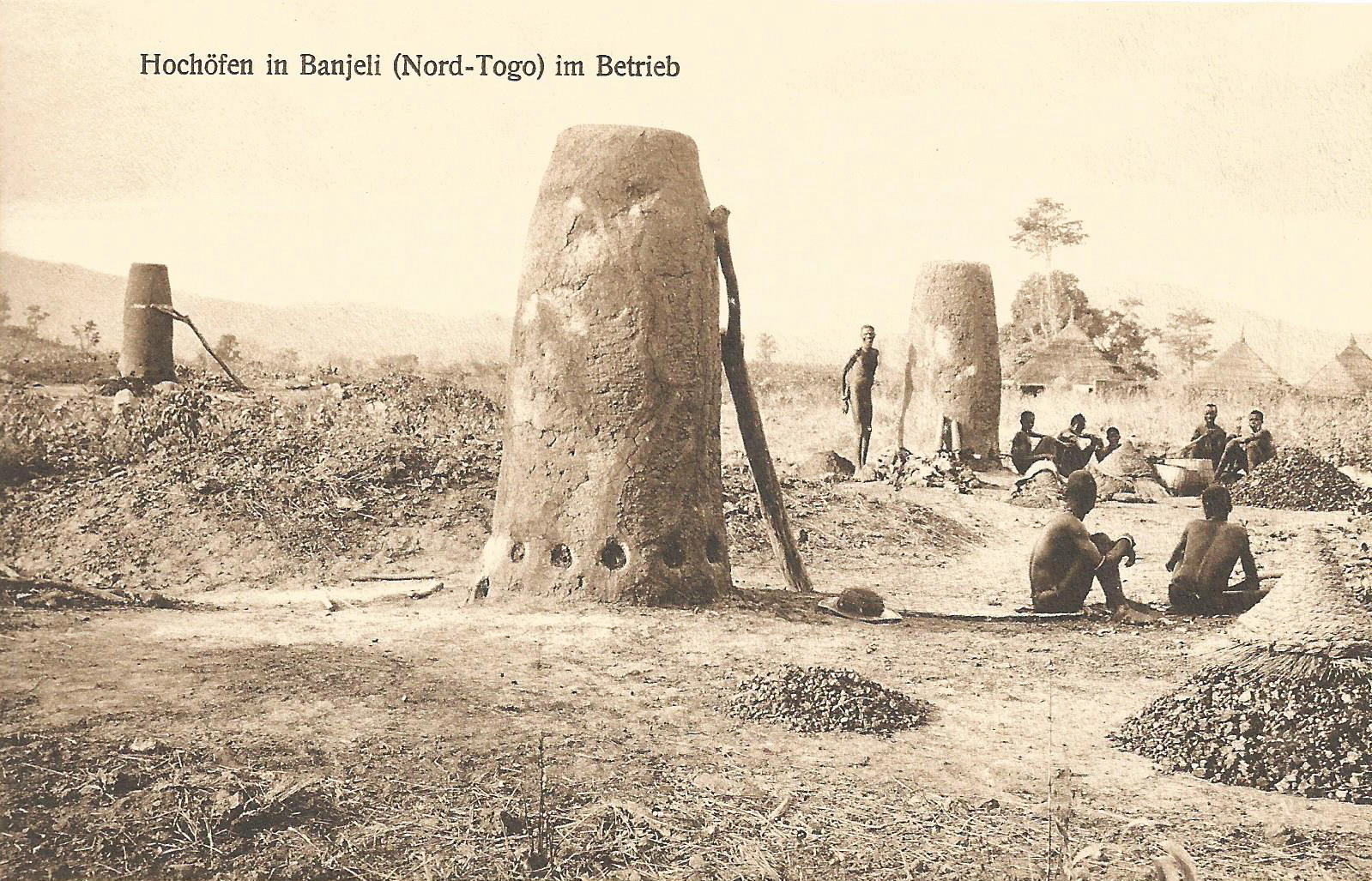
Fourneaux en activité (Togoland).

Le village abrite d'impressionnants bas fourneaux (et non pas des hauts fourneaux), qui exploitaient le minerai de fer local, très pur. Avant l'indépendance, on recensait plus de 500 fourneaux dans la région, qui produisaient environ 200 tonnes de fer par an.

## Vie économique
- Marché public les jeudi
- Centre local de culture des ignames[3]
- Extraction du minerai de fer (gisement d'hématite à 45 % de fer, réserves estimées à 500 MT)[4].

## Filmographie
- The Blooms of Banjeli, moyen-métrage documentaire (1987)